# Oréstio (Arcadie)
 (juin 2025).
Oréstio (grec moderne : Ορέστειο) est une localité située dans le dème de Mégalopolis, dans le district régional d'Arcadie, dans la périphérie du Péloponnèse, en Grèce.
Selon le recensement de 2021, elle compte 19 habitants.